# Àpids
Els àpids (Apidae) són una família d'insectes himenòpters del subordre dels apòcrits. Inclou insectes tan conegut com les abelles i els borinots.

## Història natural
Molts àpids són abelles socials, especialment les de la subfamília Apinae, però d'altres són abelles solitàries i algunes són paràsites, és a dir, ponen els ous als nius d'altres abelles. El comportament social sembla haver evolucionat independentment en més d'un grup. A les societats d'abelles hi ha diferents castes, amb una reina (o reines) que s'ocupa de la reproducció i nombroses obreres no reproductives que fan totes les tasques de manteniment de niu. A més, hi ha els mascles, coneguts com a abellots.
Hi ha exemples de diferents graus de socialitat a diferents espècies. L'abella de la mel (Apis mellifera) és un exemple d'eusocialitat, és a dir, del grau més avançat de socialitat, amb colònies permanents. Altres, com els borinots (Bombus), presenten un grau de socialitat menys complex, amb una reina que inicia una colònia nova cada any.
Totes les espècies no paràsites, en especial les eusocials, són excel·lents pol·linitzadors, atès que visiten nombroses flors per tal de recol·lectar nèctar i pol·len.

## Taxonomia
La família dels àpids inclou 5.749 espècies repartides en tres subfamílies:
- Subfamília Apinae Latreille, 1802
- Subfamília Nomadinae Latreille, 1802
- Subfamília Xylocopinae Latreille, 1802

## Diversitat
La subfamília dels apins (Apinae) és la més àmplia, amb uns 130 gèneres, entre els quals destaquen Apis (abelles amb agulló productores de mel), Melipona (abelles sense agulló productores de mel) o Bombus (borinots típics). Es caracteritzen per la possessió d'una corbícula, una adaptació de la tíbia posterior dissenyada per a l'emmagatzematge i transport de pol·len.
La subfamília del nomadins (Nomadinae) inclou uns 30 gèneres que parasiten nius de moltes espècies diferents d'abelles. No recol·lecten pol·len i, per tant, no tenen corbícula, cosa que els dona un aspecte més similar a les vespes que a les abelles.
La subfamília dels xilocopins (Xylocopinae) inclou uns 30 gèneres i 500 espècies. La gran majoria fan nius a la fusta o a tiges herbàcies que perforen amb les seves fortes mandíbules. Són solitàries, però algunes fan nius comunals, altres presenten rudiments de socialitat i fins i tot d'eusocialitat, como és el cas d'alguns gèneres de la tribu Allodapini.

## Galeria

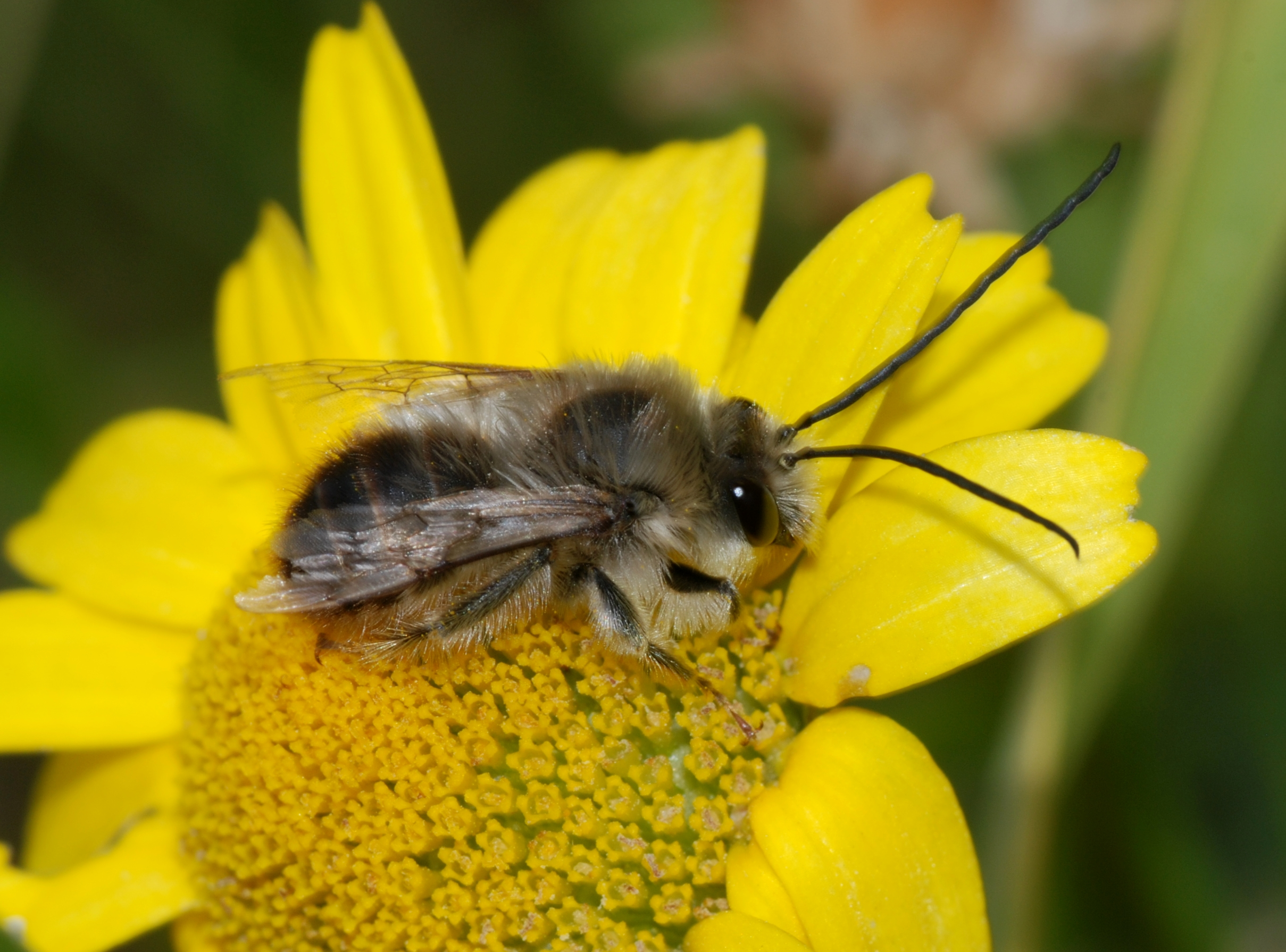
Eucera longicornis (Apinae)
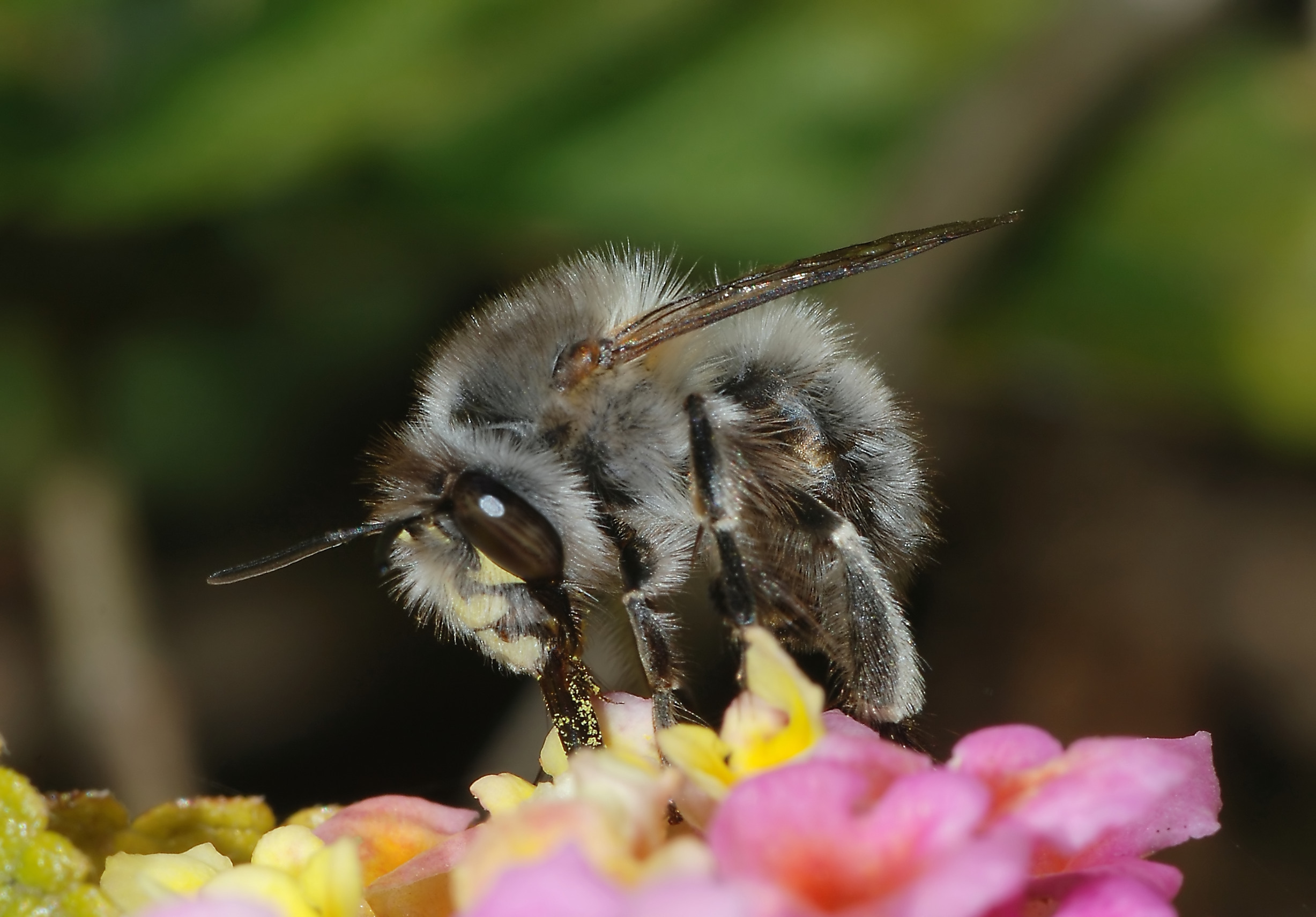
Anthophora (Apinae)
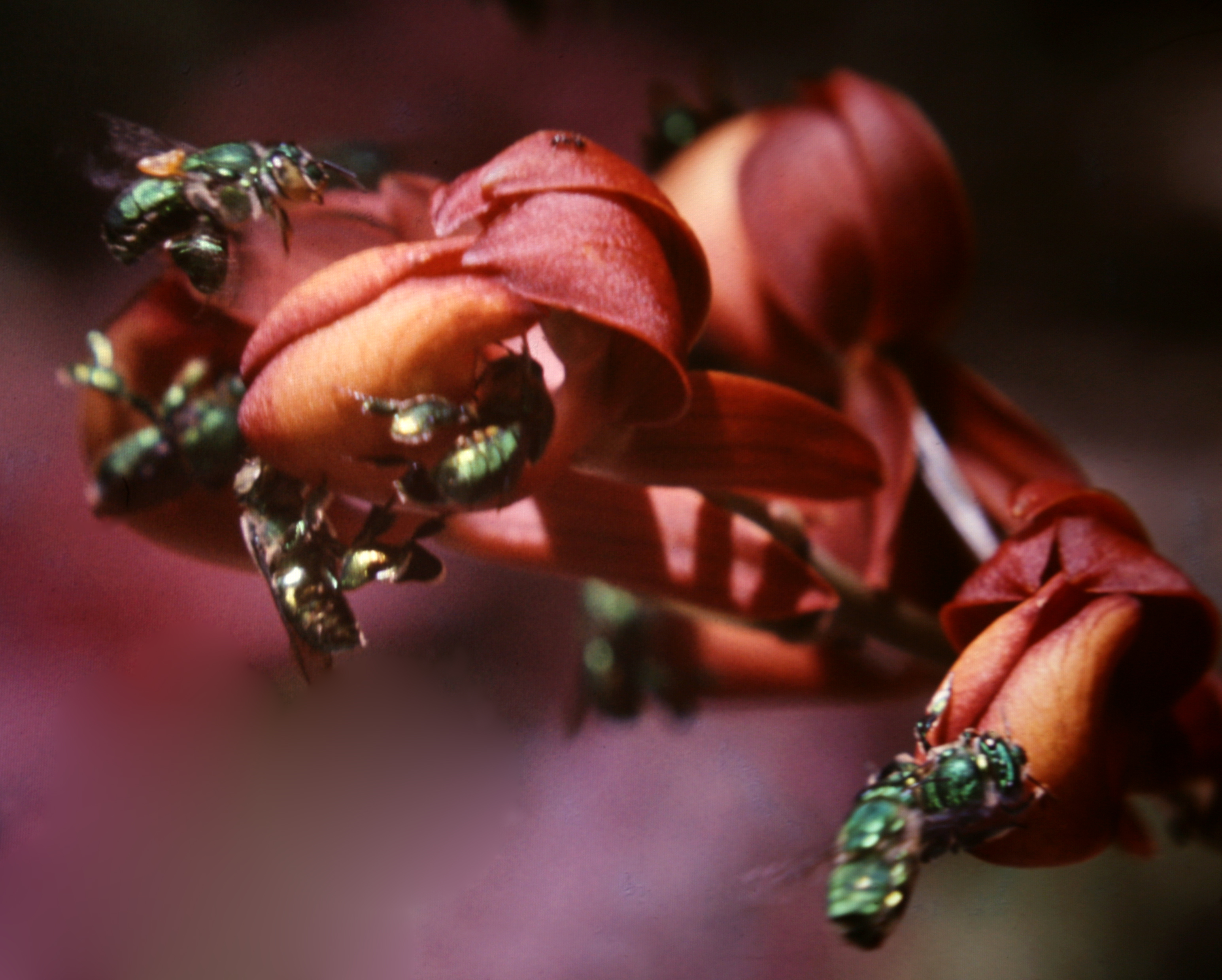
Mormodes buccinator (Apinae)
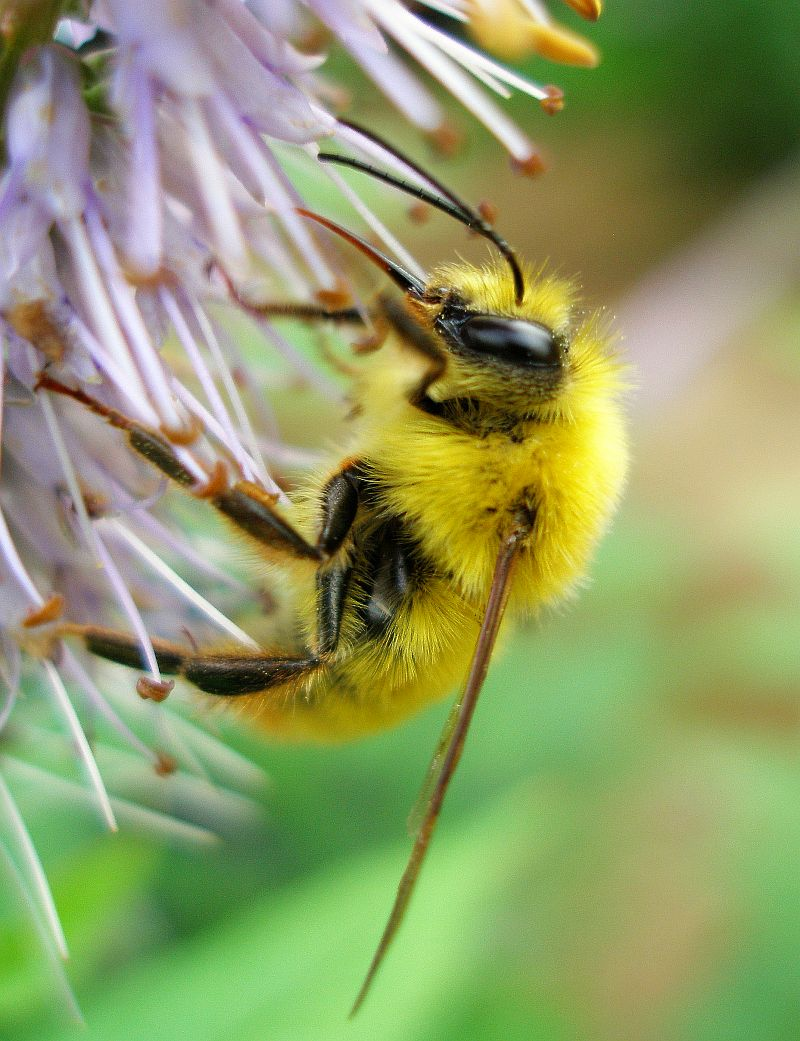
Bombus (Apinae)
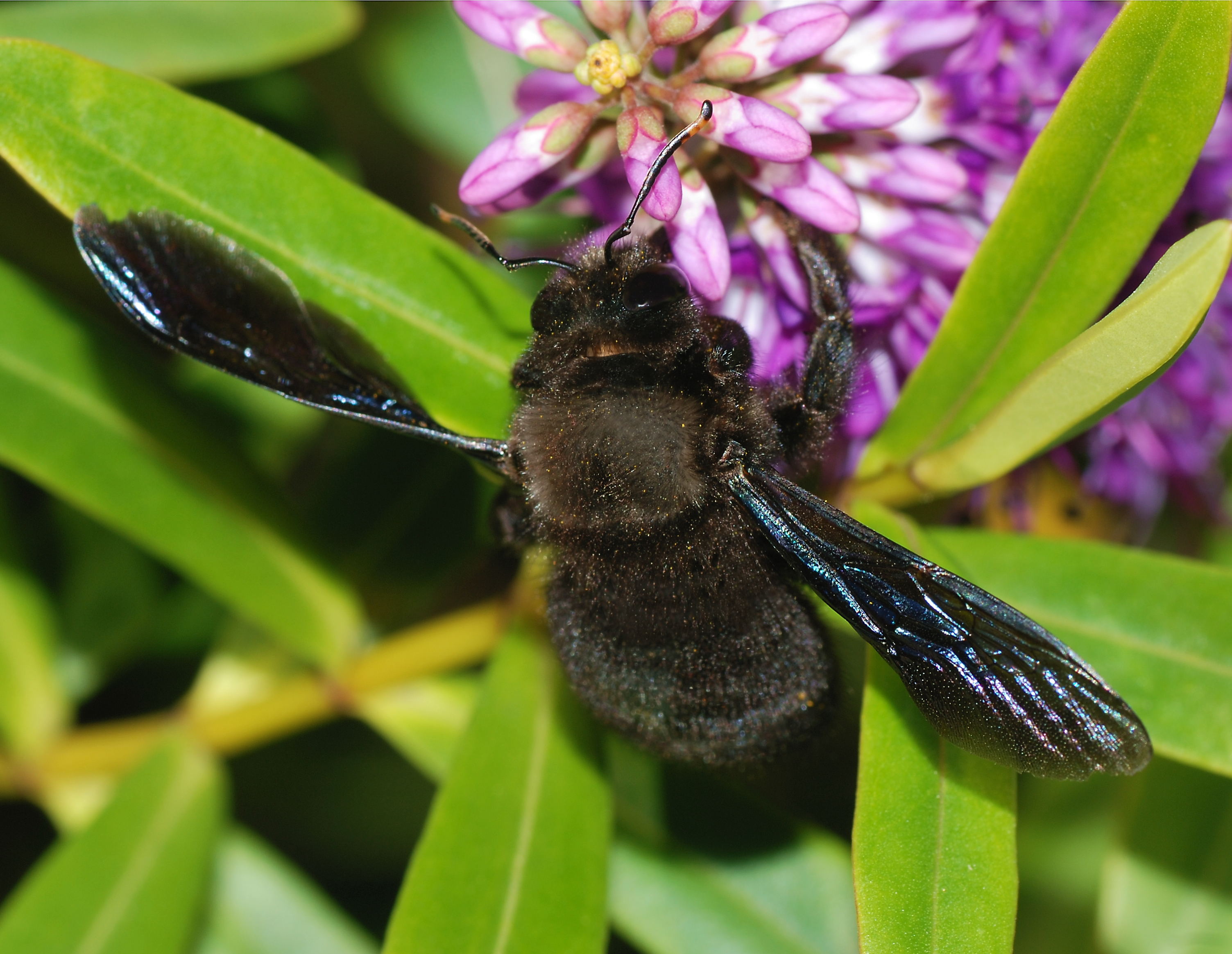
Xylocopa (Xylocopinae)
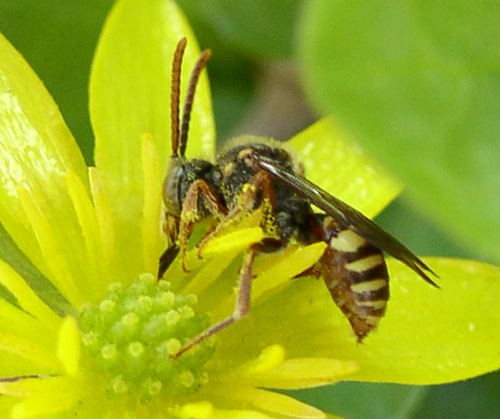
Nomada (Nomadinae)